# 日下ちひろ
日下 ちひろ（くさか ちひろ、1978年12月9日 - ）は、日本の女性声優。岩手県普代村出身。ぷろだくしょんバオバブ所属。本名・旧芸名は佐々木 静香。

## 略歴
高校時代は自分の殻に閉じこもり、人と会うのを避けていたという。その際に漫画および映画に出会い、うじうじしていた自身に気づき、元気づけられたと語っている。
「私の作品、私の声で悩んでいる子どもたちを勇気づけられたら」という思いから、両親の反対を押し切り声優の道を選ぶ。
1999年にアミューズメントメディア総合学院声優学科卒業。

## 人物
声種はアルト。方言は東北弁。
役柄としては少年役が多く、収録時はズボンをはきスタジオに入り、役づくりに精神を集中させているという。
特技は神楽（中野流鵜鳥神楽七頭舞）。趣味はイラストなどの絵を描くこと。

## 出演

### テレビアニメ
- 妖しのセレス（2000年、司珠呂）
- Cosmic Baton Girl コメットさん☆（2001年、カロン、若者）
- クラッシュギアNitro（2003年、BN）
- 出撃!マシンロボレスキュー（2003年、愛川誠、北沢海）
- マーメイドメロディーぴちぴちピッチ（2003年、マコト）
- お伽草子（2004年、女子アナ）
- 探偵学園Q（2004年、蜂矢武蔵）
- マーメイドメロディーぴちぴちピッチピュア（2004年、白井渚）
- アイドルマスター XENOGLOSSIA（2007年、ごじょう[8]）
- モノクローム・ファクター（2008年、女子高生）
- ヤッターマン（第2作）（2009年、ジャバラ）
- テガミバチ REVERSE（2010年、キミドリ）
- 名探偵コナン（2015年、教師）
- サザエさん（2022年）

### 劇場アニメ
- いのちの地球 ダイオキシンの夏（2001年、アンジェロ）
- アテルイ（2002年、岡崎飛人[2]）
- ハードル 真実と勇気の間で（2004年、大崎達之進）
- 氷川丸ものがたり（2015年、平山次郎〈13 - 16歳〉[9]）
- GAMBA ガンバと仲間たち（2015年、ダンサー(2)）

### ゲーム
- SIMPLE2000 THE推理〜そして誰もいなくなった〜（2004年、中田中外務大臣）
- クラッシュ・バンディクー がっちゃんこワールド（2005年、モーターワールドの客）

### 吹き替え

#### 映画
- イブラヒムおじさんとコーランの花たち
- KEN PARK ケン パーク（ピーチーズ）
- 紳士協定（キャシー）
- ダーク・インフェルノ
- タッチ・オブ・スパイス（ソルタナ）
- デイ・アナザー・トゥモロー（ローリー）
- ぼくのエリ 200歳の少女（エリ〈リーナ・レアンデション〉）

#### ドラマ
- パワーレンジャー・ライトスピード・レスキュー（ケルシー・ウィンズロウ / イエローレンジャー〈サーシャ・ウィリアムズ〉）

### CD
- ガンガンドラマCD 鋼の錬金術師 砂礫の大地（アルフォンス・エルリック）
- 妖しのセレス ドラマアルバム 天女の歌声〜The Hevenly Voice〜（テレビアニメ『妖しのセレス』内でGeSANGのボーカル・司珠呂によって歌われた挿入歌「無限の風」を収録）

### テレビ番組
- 人志松本のゾッとする話（女の声）

### パチスロ
- おそ松くん（松野おそ松）
- 六三四の剣（高須、板垣）

### その他
- EZチャンネル「みうらじゅんの回文道場」
- マイナビ就職EXPO 37期EXPOホームページ（エキスポ君）
- 明治うがい薬（カバくん）
- 明治乳業 それいけ!アンパンマンシリーズ 店頭用